# Estratos do tempo
Estratos do tempo é como são chamados, analogamente aos estratos geográficos, os diferentes níveis de tempo referidos na teoria da estratificação temporal de Reinhart Koselleck, a qual considera que o tempo histórico pode ser dividido em diferentes estruturas de velocidades de mudança relativamente aos fenômenos históricos tal como experienciados à época, desde os que estão em processos com atrasos até aqueles mais acelerados, ainda que essas diferentes durações de fenômenos atuem simultaneamente. A teoria de Koselleck aplica à experiência do tempo histórico a ideia de que a história é nova em sua sequência de eventos, mas se repete em suas estruturas.

## Conceito
O nome Estratos do Tempo também intitula uma das principais obras do autor, traduzida no Brasil por Markus A. Hediger e publicado pelas editoras Contraponto  e  PUC-Rio em 2014 como Estratos do tempo: estudos sobre história. No livro o autor trata, entre outros assuntos, da noção de estratificação temporal, da relação entre espaço e tempo e defende a ideia de que a modernidade deve ser caracterizada entre outras coisas pela capacidade sem igual de se perceber mudanças estruturais no curso do tempo histórico. 

### Artigos científicos
- Hruby, Hugo (2016). «A complexidade do Tempo Histórico». Uberlândia. História e Perspectivas. 54 (1). 9 páginas
- Biffi, Luciana (2017). «As complexas camadas do Tempo Histórico de Koselleck». Uberlândia. Fênix – Revista de História e Estudos Culturais. 14 (1). 8 páginas